# 蔡可荔
蔡可荔（英語：Callie Chua，1966年11月24日—，原名蔡宝肯，馬來西亞歌手，出生於柔佛州新加蘭，之後在吉隆坡發展。

## 簡歷
蔡可荔是家中最小的，上有4個哥哥和3個姐姐。二姐蔡咪咪和三姐蔡欣樺為歌星，四個哥哥原是樂隊成員，後來成了經紀人。當時還上中學的蔡可荔對歌唱有著濃厚興趣，同時也學習樂理，十五歲時來到吉隆坡，於酒廊歌唱而知名。 
1989年，蔡可荔獲得大馬十大歌星第八名，同時歌唱事業正式推廣到中國大陸，並推出福建專輯。之後加盟南方唱片。隨後在1990年代末推出《悟》、《佛曲傳心燈》等佛曲專輯，2010年，發行了佛曲專辑《心静清聲》，其後全面隱退娛樂圈，專心照顧家庭。